# Anders Lindegaard
Anders Rosenkrantz Lindegaard  (født 13. april 1984 i Odense) er en dansk tidligere fodboldspiller, der spillede som målmand. Lindegaard spillede blandt andet for de engelske klubber Manchester United, Preston, Burnley og West Bromwich Albion.
Lindegaard fik sin debut på det det danske landshold mod Island i EM-kvalifikationskampen 7. september 2010 og blev en måned efter indskiftet i EM-kvalifikationskampen mod Portugal, da Thomas Sørensen fik en forstrækning omkring hoften.

## Karriere
Efter en stor sæson i 2010, hvor han blandt andet blev kåret som årets målmand i norsk fodbold og årets spiller i sin klub Aalesund og spillede nogle gode kampe for Danmarks fodboldlandshold, underskrev Lindegaard 26. november 2010 en 3½-årig kontrakt med den engelske klub Manchester United, gældende fra januar 2011. Han debuterede for klubben 29. januar 2011 i et FA Cup-opgør mod Southampton. Lindegaard menes at have kostet Manchester United F.C. 4,2 millioner pund.

### West Bromwich Albion
Den 31. august 2015 blev det offentliggjort, at Lindegaard skiftede til West Bromwich Albion på en fri transfer. Lindegaard skrev under på en toårig aftale med klubben. Lindegaard opnåede dog begrænset spilletid i WBA og parterne ophævede kontrakten den 1. juli 2016.

### Preston
Under kontrakten med WBA blev Lindegaard udlejet til Preston. Da kontrakten med WBA blev ophævet, skrev Lindegaard dagen efter en ét-årig kontrakt med Preston.

### Burnley
Efter opholdet i Preston vendte Anders Lindegaard tilbage til Premier League, hvor han fik en toårig kontrakt med Burnley F.C. Opholdet her blev langtfra en succes, idet han i to sæsoner blot fik to kampe for klubben. Kontrakten blev derfor ikke forlænget i sommeren 2019.

### Helsingborg
Efter en årrække i engelsk fodbold vendte Lindegaard derpå tilbage til Skandinavien, hvor han fik en kontrakt på to et halvt år med Allsvenskan-klubben Helsingborgs IF gældende fra 18. juli 2019. Lindegaard stoppede karrieren i november 2022.

## Titler
- Premier League: 2
  - 2011 og 2013 med Manchester United

- FA Community Shield: 1
  - 2011 og 2013 med Manchester United

- DBU Pokalen: 1
  - 2007 med Odense Boldklub

- NM i fotball for menn: 1
  - 2009 med Aalesund FK